# Olympische Zwischenspiele 1906/Radsport
| Radsport bei den Olympischen Zwischenspielen | Radsport bei den Olympischen Zwischenspielen |
| Olympische Ringe · Radsport                  | Olympische Ringe · Radsport                  |
| Informationen                                | Informationen                                |
| -------------------------------------------- | -------------------------------------------- |
| Teilnehmer:                                  | 45 Athleten                                  |
| Datum:                                       | 23. April–25. April                          |
| Wettkampfort:                                | Athen                                        |
| Entscheidungen:                              | 6                                            |
| Olympische Ringe                             | Radsport                                     |

| Olympische Zwischenspiele 1906 (Medaillenspiegel Radsport) | Olympische Zwischenspiele 1906 (Medaillenspiegel Radsport) | Olympische Zwischenspiele 1906 (Medaillenspiegel Radsport) | Olympische Zwischenspiele 1906 (Medaillenspiegel Radsport) | Olympische Zwischenspiele 1906 (Medaillenspiegel Radsport) | Olympische Zwischenspiele 1906 (Medaillenspiegel Radsport) |
| Platz                                                      | Mannschaft                                                 | Goldmedaillen                                              | Silbermedaillen                                            | Bronzemedaillen                                            | Total                                                      |
| ---------------------------------------------------------- | ---------------------------------------------------------- | ---------------------------------------------------------- | ---------------------------------------------------------- | ---------------------------------------------------------- | ---------------------------------------------------------- |
| 01                                                         | Königreich Italien                                         | 3                                                          | —                                                          | —                                                          | 3                                                          |
| 02                                                         | Großbritannien                                             | 2                                                          | 3                                                          | —                                                          | 5                                                          |
| 03                                                         | Frankreich                                                 | 1                                                          | 2                                                          | 4                                                          | 7                                                          |
| 04                                                         | Deutsches Reich                                            | —                                                          | 1                                                          | 1                                                          | 2                                                          |
| 05                                                         | Belgien                                                    | —                                                          | —                                                          | 1                                                          | 1                                                          |

Bei den Olympischen Zwischenspielen 1906 in Athen wurden sechs Wettbewerbe im Radsport ausgetragen.

## Männer

### Straßenrennen Einzel
| Platz | Land | Athlet             | Zeit (h)  |
| ----- | ---- | ------------------ | --------- |
| 1     | FRA  | Fernand Vast       | 2:41:28,0 |
| 2     | FRA  | Maurice Bardonneau | 2:41:28,4 |
| 3     | FRA  | Edmond Luguet      | 2:41:28,6 |

Es wurde die Strecke vom Marathonlauf hin und zurück befahren (Stadion-Marathon-Stadion). Der Deutsche Adolf Böhm belegte Platz fünf.

### 1000 m Zeitfahren
| Platz | Land | Athlet           | Zeit (min) |
| ----- | ---- | ---------------- | ---------- |
| 1     | ITA  | Francesco Verri  | 1:42,2     |
| 2     | GBR  | Herbert Bouffler | k. A.      |
| 3     | BEL  | Eugène Debongnie | k. A.      |

Aus Vorläufen und Hoffnungsläufen wurden die Fahrer für drei Halbfinals ermittelt, deren Sieger den Endlauf bestritten.

### 333,33 m Zeitfahren (Bahnrunde)
| Platz | Land | Athlet           | Zeit (s)    |
| ----- | ---- | ---------------- | ----------- |
| 1     | ITA  | Francesco Verri  | 22,8        |
| 2     | GBR  | Herbert Crowther | 23,2 (22,8) |
| 3     | FRA  | Henri Menjou     | 23,2 (23,2) |

Nachdem hinter dem Sieger drei Fahrer die gleiche Zeit erzielten, wurde um den zweiten bis vierten Platz ein Stichrennen ausgetragen (Klammerwert).

## Tandem
| Platz | Land | Athlet                       | Zeit (min) |
| ----- | ---- | ---------------------------- | ---------- |
| 1     | GBR  | Arthur Rushen, John Matthews | 2:15,0     |
| 2     | GER  | Max Götze, Bruno Götze       | k. A.      |
| 3     | GER  | Karl Arnold, Otto Küpferling | k. A.      |

Den Endlauf bestritten nur drei Paare, die sich als die Sieger aus zwei Vorläufen und dem zweitschnellsten zweiten Paar qualifizierten.

### 5000 m Bahnfahren
| Platz | Land | Athlet           | Zeit (min) |
| ----- | ---- | ---------------- | ---------- |
| 1     | ITA  | Francesco Verri  | 7:28,6     |
| 2     | GBR  | Herbert Crowther | k. A.      |
| 3     | FRA  | Fernand Vast     | k. A.      |

Die Vorläufe wurden nur über 2000 m ausgetragen. Aus drei Halbfinals qualifizierten sich die drei Sieger und zwei Zeitschnellste für den Endlauf.

### 20 km Bahnfahren mit Schrittmacher
| Platz | Land | Athlet             | Zeit (min) |
| ----- | ---- | ------------------ | ---------- |
| 1     | GBR  | Billy Pett         | 29:00,0    |
| 2     | FRA  | Maurice Bardonneau | 29:30,0    |
| 3     | FRA  | Fernand Vast       | 29:32,0    |

Die Vorläufe wurden nur über 10 km ausgetragen. Aus ihnen wurden sieben Fahrer für den Endlauf ermittelt, der noch am selben Tag ausgetragen wurde.